# MTV Europe Music Awards 2013
Gli MTV Europe Music Awards 2013 si sono tenuti il 10 novembre 2013 nello Ziggo Dome situato nella città olandese di Amsterdam. Lo show è stato presentato da Redfoo, membro dei LMFAO Le nomination sono state presentate il 17 settembre sul sito di MTV.
I Paesi Bassi ospitarono per la seconda volta gli MTV Europe Music Awards dal 1997.
Varie esibizioni durante lo show si tennero in altre location della città di Amsterdam fuori dallo Ziggo Dome. Il DJ olandese Afrojack e il rapper Snoop Dogg si esibirono nel celebre locale di Amsterdam Melkweg dove interpretarono la hit del rapper Gin and juice. Gli Imagine Dragons si esibirono con la loro hit 'Radioactive' alla Heineken Music Hall situato sempre ad Amsterdam.
L’edizione è stata la più seguita di sempre con un’audience di 55 milioni di spettatori. 

## Esibizioni

### Pre-show
- Ylvis — "The Fox (What Does the Fox Say?)"

### Show
- Miley Cyrus - We Can't Stop
- Robin Thicke con Iggy Azalea - Blurred Lines / Feel Good
- Katy Perry - Unconditionally
- Miley Cyrus - Wrecking Ball
- Kings of Leon - Beautiful War
- Bruno Mars - Gorilla
- Eminem - Berzerk / Rap God
- Snoop dogg e  Afrojack - Gin and Juice
- The Killers - Shot at the Night / Mr. Brightside
- Imagine Dragons - Radioactive
- Icona Pop - I Love It
- Redfoo - "Let's Get Ridiculous"

## Nomination

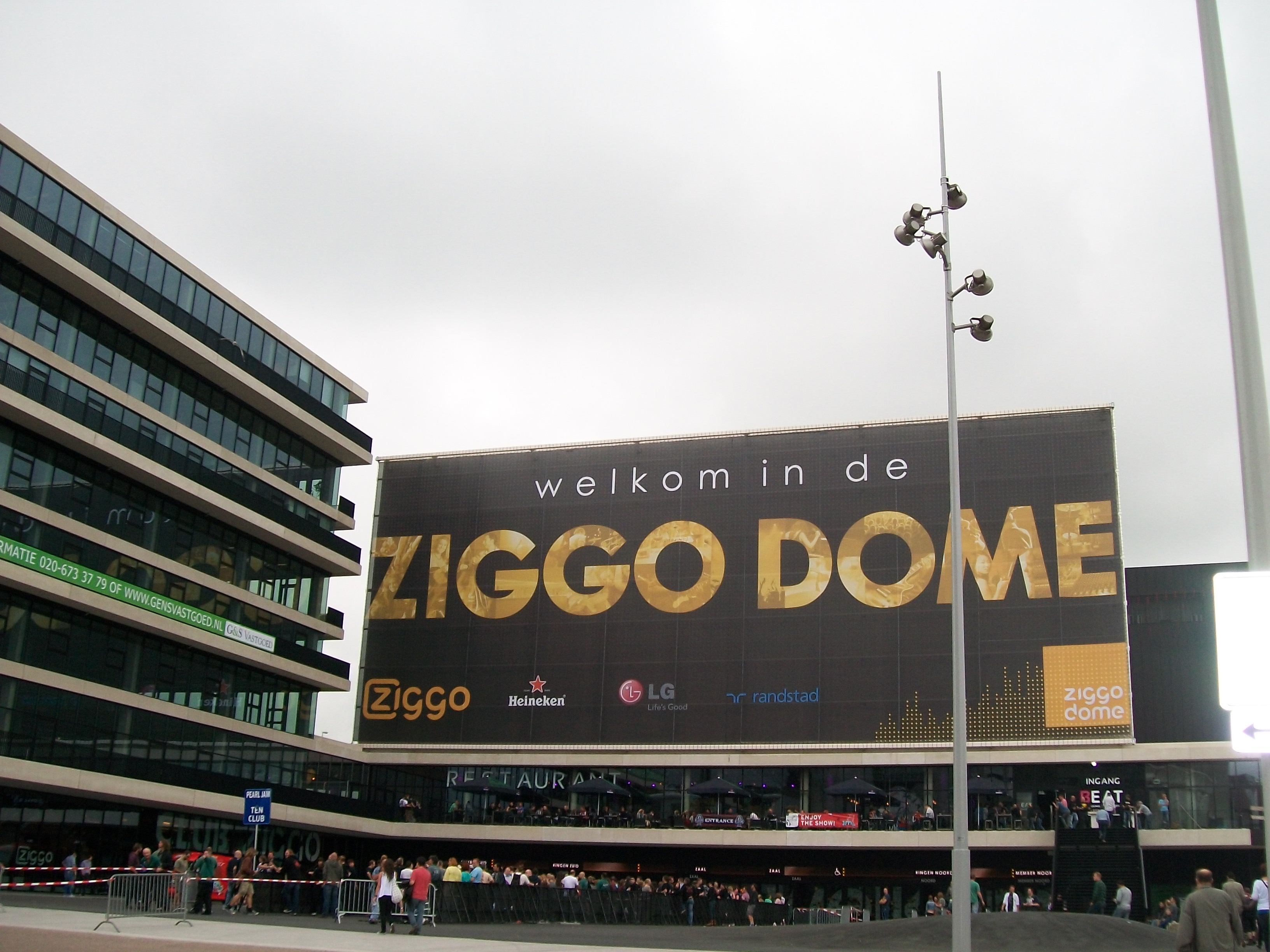
L'arena Ziggo Dome, dove si terranno gli MTV EMAs 2013

### Best Song
- 'Bruno Mars' - Locked Out of Heaven
- Daft Punk (con Pharrell Williams) - Get Lucky
- Macklemore & Ryan Lewis (con Wanz) - Thrift Shop
- Rihanna - Diamonds
- Robin Thicke (con T.I. & Pharrell Williams) - Blurred Lines

### Best Pop
- Justin Bieber
- Katy Perry
- Miley Cyrus
- One Direction
- Taylor Swift

### Best Female
- Lady Gaga
- Katy Perry
- Miley Cyrus
- Selena Gomez
- Taylor Swift

### Best Male
- Bruno Mars
- Eminem
- Jay-Z
- Justin Bieber
- Justin Timberlake

### Best Live
- Beyoncé
- Green Day
- Justin Timberlake
- Pink
- Taylor Swift

### Best New
- Bastille
- Icona Pop
- Imagine Dragons
- Macklemore & Ryan Lewis
- Rudimental

### Best Rock
- Black Sabbath
- Green Day
- Kings of Leon
- Queens of the Stone Age
- The Killers

### Best Alternative
- Arctic Monkeys
- Fall Out Boy
- Franz Ferdinand
- Paramore
- Thirty Seconds to Mars

### Best Hip Hop
- Drake
- Eminem
- Jay-Z
- Kanye West
- Macklemore & Ryan Lewis

### Best Electronic
- Afrojack
- Avicii
- Calvin Harris
- Daft Punk
- Skrillex

### Best Look
- Harry Styles
- Justin Timberlake
- Lady Gaga
- Rihanna
- Rita Ora

### Best Push
- ASAP Rocky
- Austin Mahone
- Bastille
- Bridgit Mendler
- Icona Pop
- Iggy Azalea
- Imagine Dragons
- Karmin
- Rudimental
- Tom Odell
- Twenty One Pilots

### Best World Stage
- Alicia Keys
- The Black Keys
- Fun.
- Garbage
- Green Day
- Jason Mraz
- Jessie J
- Linkin Park
- Macklemore & Ryan Lewis
- No Doubt
- Paramore
- Rita Ora
- Robin Thicke
- Snoop Lion
- The Killers

### Biggest Fans
- Justin Bieber
- Lady Gaga
- One Direction
- Thirty Seconds to Mars
- Tokio Hotel

### Best Video
- Justin Timberlake - Mirrors
- Lady Gaga - Applause
- 'Miley Cyrus' - Wrecking Ball
- Robin Thicke (con T.I. & Pharrell Williams) - Blurred Lines
- Thirty Seconds to Mars - Up in the Air

### Best Worldwide Act
- Cody Simpson
- Fresno
- Justin Bieber
- Chris Lee
- Lena
- Marco Mengoni
- Ahmed Soultan
- Bednarek
- Exo
- /  One Direction

### Artist on the Rise
- Ariana Grande
- Austin Mahone
- Bridgit Mendler
- Cher Lloyd
- Cody Simpson
- Lorde

### Global Icon
- Eminem

## Regional nominations

### Best British & Ireland Act
- Ellie Goulding
- Calvin Harris
- Olly Murs
- /  One Direction
- Rudimental

### Best Danish Act
- Jimilian
- Medina
- Nik & Jay
- Panamah
- Shaka Loveless

### Best Finnish Act
- Anna Puu
- Elokuu
- Haloo Helsinki!
- Isac Elliot
- Mikael Gabriel

### Best Norwegian Act
- Admiral P
- Envy
- Madcon
- Maria Mena
- Truls

### Best Swedish Act
- Avicii
- Icona Pop
- John de Sohn
- Medina
- Sebastian Ingrosso

### Best German Act
- Cro
- Frida Gold
- Lena
- Sportfreunde Stiller
- Tim Bendzko

### Best Italian Act
- Emma
- Fedez
- Marco Mengoni
- Max Pezzali
- Salmo

### Best Dutch Act
- Afrojack
- Armin Van Buuren
- Kensington
- Nicky Romero
- Nielson

### Best Belgian Act
- Lazy Jay
- Netsky
- Ozark Henry
- Stromae
- Trixie Whitley

### Best French Act
- C2C
- Daft Punk
- Maitre Gims
- Shaka Ponk
- Tal

### Best Polish Act
- Bednarek
- Dawid Podsiadło
- Donatan
- Ewelina Lisowska
- Margaret

### Best Spanish Act
- Pablo Alborán
- Anni B Sweet
- Auryn
- Fangoria
- Lori Meyers

### Best Russian Act
- Basta
- Ivan Dorn
- Njuša
- Jolka
- Zemfira

### Best Romanian Act
- Antonia
- Corina
- Loredana Groza feat. Cabron
- Smiley
- What's Up feat. Andra

### Best Portuguese Act
- Filipe Pinto
- Monica Ferraz
- Os Azeitonas
- Richie Campbell
- The Gift

### Best Adria Act
- Filip Dizdar
- Frenkie
- Katja Šulc
- S.A.R.S.
- Svi na pod!

### Best Hungarian Act
- Hősök
- Ivan and the Parazol
- Karanyi
- Punnany Massif
- The Hated Tomorrow

### Best Greek Act
- Demy
- Goin' Through
- Michalis Hatzigiannis & Midenistis
- Pink Noisy
- Sakis Rouvas

### Best Israeli Act
- Ester Rada
- Hadag Nahash
- Ido B & Zooki
- Roni Daloomi
- The Ultras

### Best Swiss Act
- Bastian Baker
- DJ Antoine
- Remady & Manu-L
- Steff La Cheffe
- Stress

### Best Czech & Slovak Act
- Ben Cristovao
- Celeste Buckingham
- Charlie Straight
- Ektor & DJ Wich
- Peter Bič Project

### Best African Act
- Fuse ODG
- Locnville
- Mafikizolo
- P-Square
- Wizkid

### Best Middle East Act
- Ahmed Soultan
- Hamdan Al Abri
- Juliana Down
- Lara Scandar
- Rakan

### Best Indian Act
- Amit Trivedi
- A.R. Rahman
- Mithoon
- Pritam
- Yo Yo Honey Singh

### Best Japanese Act
- Exile
- Kyary Pamyu Pamyu
- Miyavi
- Momoiro Clover Z
- One Ok Rock

### Best Korean Act
- B.A.P
- Boyfriend
- Exo
- Sistar
- U-KISS

### Best Mainland China & Hong Kong Act
- Li Yuchun
- Eason Chan
- Jane Zhang
- Khalil Fong
- Sun Nan

### Best Sea Act
- Hafiz
- Noah
- Olivia Ong
- Sarah Geronimo
- Slot Machine
- My Tam

### Best Taiwan Act
- Jam Hsiao
- JJ Lin
- Rainie Yang
- Show Lo
- Vanness Wu

### Best Australian Act
- Cody Simpson
- Empire of the Sun
- Flume
- Iggy Azalea
- Timomatic

### Best New Zealand Act
- David Dallas
- Lorde
- Shapeshifter
- Stan Walker
- The Naked and Famous

### Best Brazilian Act
- Emicida
- Fresno
- P9
- Pollo
- Restart

### Best Latin America North Act
- Danna Paola
- Jesse & Joy
- León Larregui
- Paty Cantú
- Reik

### Best Latin America Central Act
- Anna Carina
- Cali y El Dandee
- Javiera Mena
- Maluma
- Pescao Vivo

### Best Latin America South Act
- Airbag
- Illya Kuryaki and the Valderramas
- No Te Va Gustar
- Rayos Laser
- Tan Biónica

### Best Canadian Act
- Deadmau5
- Drake
- Justin Bieber
- Tegan and Sara
- The Weeknd

### Best American Act
- Bruno Mars
- Justin Timberlake
- Macklemore & Ryan Lewis
- Miley Cyrus
- Robin Thicke